# البلالطة (عين قيشر)
البلالطة هي إحدى مشيخات المملكة المغربية، تتبع جغرافيا لإقليم خريبكة وإداريًا لعين قيشر. يقدر عدد سكانها بـ 1652 نسمة حسب الإحصاء الرسمي للسكان والسكنى لسنة 2004.